# Fokker F-10

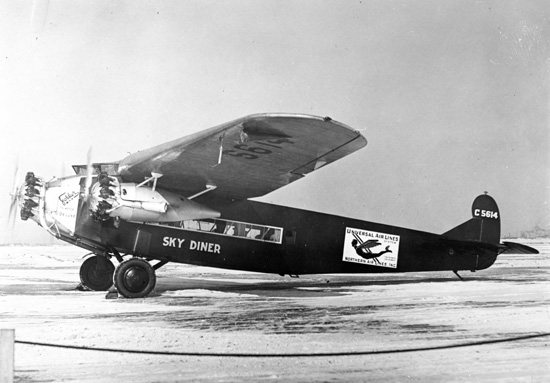
Fokker F-10 der Universal Air Lines NC5614

Die Fokker F-10 war ein dreimotoriges Passagierflugzeug, das von der Fokker Aircraft Corporation of America, dem Nachfolger der Atlantic Aircraft Corporation, in New Jersey gebaut wurde. Dieses Unternehmen, das zunächst für den Vertrieb der von Fokker in den Niederlanden gebauten Flugzeuge in den USA gegründet wurde, übernahm später den Bau von Flugzeugen in Anlehnung an die Konstruktionen des Stammwerkes.

## Entwicklung
Die zwölfsitzige Focker F-10 erschien 1927. Die Grundlage bildete die Fokker F.VII des niederländischen Stammwerkes. Verschiedene amerikanische Fluggesellschaften erhielten das Modell. Es folgte die verbesserte 14-sitzige F-10A, die über einen vergrößerten Rumpf und eine modifizierte Tragflächenstruktur verfügte. Der Spitzname war „Super Trimotor“. Das Ende des Baumusters wurde durch einen Aufsehen erregenden Absturz eingeleitet (siehe Transcontinental-and-Western-Air-Flug 5).

## Militärische Varianten
Die C-5 war eine vom United States Army Air Corps beschaffte F-10A (USAAC-Seriennr. 29-405), die zuerst mit Pratt & Whitney R-1340-3 Sternmotoren ausgerüstet war, die aber später durch Wright R-975 (Wright J-6) ersetzt wurden.
Die RA-4 war eine Standard F-10A (BuA-8841), die vom US Marine Corps erprobt wurde und dort mit einer veränderten Nase und Leitwerk ausgestattet wurde. Das USMC lehnte die Maschine jedoch wegen unzureichender Leistungen ab. 1933 wurde sie verschrottet. Die Versionen RA-1 bis RA-3 waren Varianten der F.VIIA.

## Technische Daten

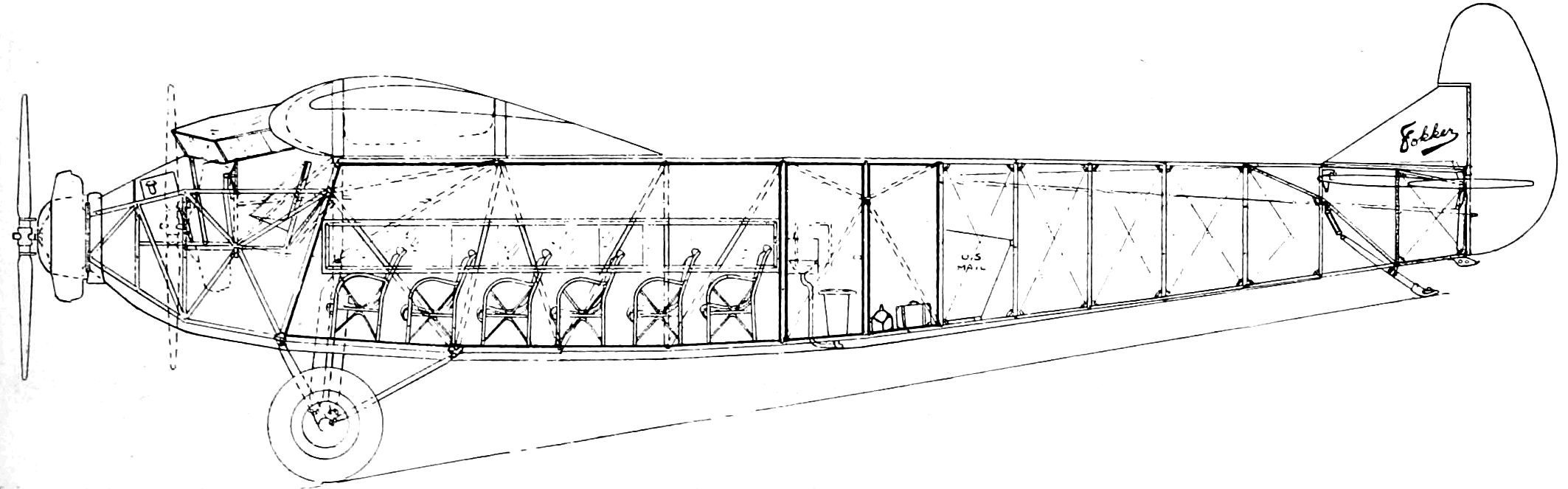
Schnittzeichnung des Rumpfes der Fokker F-10

| Kenngröße             | Fokker F-10A                                                              |
| --------------------- | ------------------------------------------------------------------------- |
| Besatzung             | 2 Piloten                                                                 |
| Länge                 | 15,21 m                                                                   |
| Spannweite            | 24,13 m                                                                   |
| Flügelfläche          | 79,34 m²                                                                  |
| Höhe                  | 3,89 m                                                                    |
| Leermasse             | 3447 kg                                                                   |
| max. Startmasse       | 5897 kg                                                                   |
| Antrieb               | drei Neunzylinder-Sternmotoren Pratt & Whitney R-1340, je 425 PS (313 kW) |
| Höchstgeschwindigkeit | 233 km/h                                                                  |
| Reisegeschwindigkeit  | 198 km/h                                                                  |
| Dienstgipfelhöhe      | 5485 m                                                                    |